# Košeniljka
Košeníljka (znanstveno ime Dactylopius coccus) je žuželka iz podreda Sternorrhyncha, iz katerega izhaja škrlatna barva karmin za barvanje. Je parazit, ki izvira iz tropskih in subtropskih krajev v Južni Ameriki in Mehiki in živi na kaktusih rodu Opuntia in se hrani z rastlinsko vlago in hranili.
Žuželka proizvaja karminsko kislino, ki odvrača žuželčje plenilce. Karminsko kislino, običajno 17-24 % mase posušenih žuželk, je mogoče izločiti iz telesa in jajc, nato pa se zmeša z aluminijastimi ali kalcijevimi solmi in nastane barvilo karmin, znana tudi kot košeniljka. Karmin se danes uporablja predvsem kot sestavina za barvanje v kozmetiki, zlasti za rdečila za ustnice.
Karmin za barvanje je bil uporabljen v Srednji Ameriki že v 15. stoletju za barvanje tkanin in postal pomemben izvozni artikel v kolonialnem obdobju. Potem ko so v poznem 19. stoletju izumili sintetične pigmente in barvila, kot je alizarin, se je proizvodnja naravnega barvila postopoma zmanjšala. Zaskrbljenosti zdravstvene stroke glede umetnih aditivov v živilih pa je obnovila priljubljenost barvil iz košeniljke. Povečano povpraševanje je imelo za posledico, da je gojenje žuželk spet postalo dobičkonosno predvsem v Peruju, ki je največji izvoznik. V Mehiki, v nekaj mestih v državi Oaxaca, še vedno ročno barvajo tekstil s košeniljko.
Obstajajo tudi druge vrste v rodu Dactylopius, ki se lahko uporabljajo za proizvodnjo košeniljkinega ekstrakta in jih zelo težko razlikujejo od D. coccus tudi izkušeni taksonomi. Anatomske razlike med vrstami so majhne, razlike so v izboru rastlinskih gostiteljev in zelo različni geografski razširjenosti.

## Zgodovina
Košeniljko so uporabljali že Azteki in Maji v Mezoameriki. Enajst mest, ki jih je osvojil Moctezuma v 15. stoletju je plačalo letni davek z 2000 okrašenimi bombažnimi odejami in 40 vrečkami košeniljke. V kolonialnem obdobju je proizvodnja košeniljke hitro rasla. Proizvajali so jo skoraj izključno v Oaxaci, postala je drugi najbolj pomemben izvozni artikel za srebrom. Kmalu po španski osvojitvi azteškega imperija se je začel izvoz v Španijo in 17. stoletju je bila pomembna surovina. Barvilo se je uporabljalo po vsej Evropi in je bil tako zelo cenjeno, da je njegova cena redno kotirala na londonski in amsterdamski blagovni borzi. Leta 1777 je francoski botanik Nicolas - Joseph Thiery de Menonville, ki se je predstavljal kot botanik-zdravnik, pretihotapil žuželke in blazinice iz kaktusa Opuntia v Saint Domingue (francoska kolonija). Poskus ni uspel in mehiški monopol je ostal nedotaknjen. [ 7] Po mehiški vojni za neodvisnost leta 1810-1821, se je mehiški monopol končal. Množična proizvodnja košeniljke se je pojavila predvsem v Gvatemali in na Kanarskih otokih, tudi v Španiji in severni Afriki.
Povpraševanje po košeniljki se je močno zmanjšalo z izumom alizarina in mnogih drugih umetnih barvil v Evropi sredi 19. stoletja. To je povzročilo znaten finančno šok pri proizvajalcih. Občutljivost ročnega dela potrebnega za vzrejo žuželke, ni moglo tekmovati s sodobnimi metodami nove industrije in z znižanjem proizvodnih stroškov. V 20. stoletju se proizvodnja in uporaba skoraj ustavila. Reja je košeniljke je bila domena predvsem zaradi ohranjanja tradicije.
V novejšem času je proizvodnja spet narašča. Eden od razlogov je ugotovitev, da so številne sintetične rdeče barve rakotvorne.

## Biologija
Košeniljke so mehki, ploščati, ovalni kaparji. Samice so brez kril in približno 5 mm dolge in tvorijo grozde na blazinah kaktusa. Prodirajo skozi kaktus s kljunom podobnimi usti in se hranijo s sokom. Po parjenju oplojene samice povečajo velikost in izležejo drobne nimfe. Nimfe izločajo voskasto belo snov za zaščito pred izgubo vode in pred prekomernim soncem. Ta snov naredi košeniljke kot bele ali sive kepice, čeprav telo žuželke in njenih nimf pod pritiskom spusti rdeč pigment (notranja stran žuželke je videti temno vijolične barve). Odrasli samci se lahko ločijo od samic saj imajo krila in so precej manjše velikosti.
V prvi fazi razvoja nimfa proizvaja škrlat. Premikajo se na mesto hranjenja in proizvajajo dolge voskaste nitke. Kasneje se premaknejo na rob kaktusa, kjer veter ujame vosek in nosi žuželke za novega gostitelja. Ti posamezniki vzpostavijo na novem gostitelju krmišče in proizvajajo nove generacije košeniljk. Male nimfe se krmijo na kaktusu, dokler ne dosežejo spolno zrelost. Živijo le tako dolgo da se oplodijo. Samice običajno presegajo število samcev zaradi okoljskih dejavnikov.

## Gostitelj kaktus
Dactylopius coccus je v naravi doma v tropskih in subtropskih krajih Južne Amerike in Mehike. Obstaja 200 vrst kaktusov Opuntia in skoraj na vseh je mogoče gojiti košeniljko, najbolj pogosta je Opuntia ficus - indica. D. coccus je bilo opaziti vrstah Opuntia amyclaea, O . atropes, O. cantabrigiensis, O. brasilienis, O. ficus - indica, O. fuliginosa, O. jaliscana, O. leucotricha, O. lindheimeri, O. microdasys, O. megacantha, O. pilifera, O. robusta, O . Sarca, O. schikendantzii, O. stricta, O. streptacantha in O. tomentosa.